# Đuriselo
Đuriselo (en serbio: Ђурисело) es un pueblo ubicado del municipio de Stanovo, Serbia. Según el censo de 2002, el pueblo tiene una población de 699 personas. 